# Kazuumi Fujita
Kazuumi Fujita (jap. 藤田 一海, Fujita Kazuumi; * 4. Juli 1990) ist ein ehemaliger japanischer Snowboarder, der ausschließlich Wettbewerbe in der Disziplin Halfpipe bestritt.

## Werdegang
Fujita trat im Januar 2004 in Kanbayashi, Sōja erstmals bei einem FIS-Rennen an. Zunächst startete er nur bei Rennen innerhalb Japans und konnte dabei Platzierungen im Mittelfeld erzielen. Zwei Jahre nach seinem Debüt kam er in Sapporo das erste Mal unter die besten Zehn und das folgende Rennen in Kanbayashi konnte er gewinnen. Seit dieser Zeit fährt er konstant unter die Top Ten und konnte sich so für seinen ersten Weltcupstart im Februar 2007 qualifizieren. Zu Beginn des Jahres 2008 gelang Fujita eine Reihe von Erfolgen, die mit seinem ersten Weltcupsieg und dem zweiten Platz bei den FIS Juniorenweltmeisterschaften ihre Höhepunkte hatte. Nachdem er zunächst an zwei Wochenenden mit jeweils zwei Wettbewerben hintereinander in Furano und Takaifuji drei Siege und einen achten Platz in FIS-Rennen innerhalb einer Woche schaffte, gewann er drei Wochen später auch den Halfpipe-Weltcup in Gujō. Der zweite Platz bei den nationalen Meisterschaften, nur geschlagen von Kōhei Kudō, war die Zwischenstation zum Vizeweltmeistertitel der Junioren hinter dem Schweizer Daniel Friberg und vor seinem Landsmann Keito Kumazaki. Der Weltcuperfolg bei seinem einzigen Rennen der Saison brachte ihm in der Gesamtwertung 2008 der Disziplin Halfpipe den 21. Platz ein.
In der Saison 2008/09 erreichte er mit vier Top-Zehn-Platzierungen den vierten Platz im Halfpipe-Weltcup. Dies war sein bestes Gesamtergebnis im Weltcup. In der Saison 2010/11 wurde er beim Weltcup im Stoneham Dritter und holte bei der Winter-Universiade 2011 in Erzurum die Silbermedaille. Seinen 17. und damit letzten Weltcup absolvierte er im März 2014 im Stoneham, welchen er auf dem neunten Platz beendete.

## Weltcupsiege
- 23. Februar 2008 in  Gujō-Gifu